# ラリー1
ラリー1（Rally1）とは、2022年から国際自動車連盟 (FIA) が世界ラリー選手権 (WRC) において施行している、ラリーカーの規定。

## 概要
1990年代後半から施行されたWRカー規定であったが、00年代後半以降は慢性的なマニュファクチャラーの不足に悩まされていた。そこでWRC開幕からちょうど50年目となる2022年から、地球環境への配慮を求める世相に配慮しつつ、マニュファクチャラーを呼び込むために新規定となるラリー1が誕生した。
「ラリー1」という呼称は、フォーミュラ1 - フォーミュラ4のように、ラリー2 - 5と併せて車両のヒエラルキーを明確にし、認知度を高めようという意図が窺える。ただしFIAのカテゴリーとしては、グループR-GTやGT3などと同様「カテゴリーII」に分類され、「カテゴリーI」のグループラリーとは異なる。
2019年頃に大枠が決まり、2021年3月の国際モータースポーツ評議会（WMSC）において正式に承認された。統一のハイブリッドシステムはリコールが発生し、その影響で各社のマシン開発が進まず、一時は全社がWRCから撤退する可能性をも指摘されていたが、なんとか供給を間に合わせ、2022年開幕には3社が出揃った。

## 規則

### パイプフレームの認可
ラリー1は市販車のモノコックに加えて、市販車に由来しないパイプフレームも使用できる。パイプフレームの車両がWRCを戦うのはグループB以来となる。ベース車両の最低生産台数などについては規定されていない。
各社が設計したパイプフレームに、FIAが供給するセーフティセルを組み込むような形になるため、衝突安全性が従来以上に向上した。一方でダブルフープになったため、乗降性は低下している。コドライバーの着座位置はWRカーよりも高めかつ前方に規定され、以前より窮屈になっている。
パイプフレームによりホイールベース2600±30mmの範囲で、Bセグメントハッチバックではない大型の車両もスケーリング（縮尺）によって、デザインの意匠を継承したマシンを作成することが可能となっている。またBセグメント車を採用する場合でも、パイプフレームを採用することで市販車の骨格の影響（剛性や重量、重心、空力性能など）に囚われない設計が可能となるため、2022年現在は全社がこれを採用している。ただしルーフラインやフロントセクションなど、ベース車両からデザインを変更できない部分も存在しており、ベース車両の選定が戦闘力に寄与する部分も残されている。

### ハイブリッドシステムの導入と廃止
フォーミュラEにモーターを供給していた、ドイツのコンパクト・ダイナミクス（シェフラーの子会社）製のワンメイク供給となる、共通のプラグインハイブリッドが導入された。ハイブリッドシステムはMGU（モータージェネレーター）、3.9 kWhのリチウムイオンバッテリー、インバーター、バッテリーマネジメントシステムなどが頑丈なカーボン製ボックスに収められて後輪軸の前方に配置され、リアデフへ駆動を伝達する。エネルギー回生システムはMGU-K（運動エネルギー回生）のみとなる。
電気モーターは最高出力100 kW (140 PS)、最大トルク180 Nmを発生する。内燃エンジンと組み合わせることで500 PS以上・最大トルク500 Nm以上を発生する。システムの重量は87 kg、水冷の冷却システムも併せると100 kg程度になり、最低重量も70 kg増の1260 kgに設定された。
回生によりバッテリーに蓄えられたエネルギーは、アクセルオンで「ハイブリッドブースト」として放出できる。ハイブリッドブーストと回生は、いずれもFIAに申請してホモロゲーションを取得した3パターンずつのマッピングから、それぞれステージ（SS）走行前に選択する。このマッピングはステージを走りながら変更することはできない。ハイブリッドブーストを走行中にキャンセルすることもできるが、その後1分間はオンにすることはできない。ハイブリッドブーストは時間単位ではなくあくまでエネルギー量に基づいて管理される。またサーキットレースのオーバーテイクボタンのような能動的にハイブリッドブーストを使用することはできず、操作自体は内燃エンジン（ノンハイブリッド）車と同様になる。
ステージのスタート時のみ、「ステージスタートモード」が適用される。スタートから最大10秒間、もしくはアクセルを抜くかブレーキを踏むまでハイブリッドブーストの出力が行われる。
外部給電を用いることで、20分間で20%から80%まで充電することが可能。サービスパーク内と、リエゾンの指定された一部区間（HEVゾーン）はエンジンを止めてモーターのみで走行しなければならない。モーターのみの状態では最大20kmの走行が可能である。なおバッテリー保護の観点から、100%まで充電することは基本的にない。
ラリー1車両のサイドには、ハイブリッド車両を示す「HY」の文字が表記される。高電圧を使用するハイブリッドシステムの、安全状態を示すインジケーターがフロントウィンドウとサイドウィンドウに設置される。インジケーターは正常な状態では緑色に点灯し、赤色あるいは消灯の状態では感電の恐れがある。マーシャルの適切な処置のもとでデイリタイアとなるが、予備のハイブリッドシステムに交換できれば翌日復帰が認められている。
前述の通り後部にハイブリッドシステム一式がまとめられる分、冷却が重要な課題となる。
通常のデイリタイアは走行できなかった1ステージに付き10分のペナルティだが、ハイブリッドシステムに起因するトラブルでのデイリタイアは2022年途中から2分に軽減されている。
使用する燃料は、生成過程でCO2を取り込む合成燃料と、バイオ燃料で構成された、アイルランドのP1レーシング・フューエルズが供給する非化石燃料由来のサステナブル燃料に統一される。しかし2025年3月にP1社が破産したため、FIAでは代わりのサプライヤーにトタルエナジーズを指名した。
2024年シーズンは、ハイブリッドシステムを搭載しないラリー1カーの出走が認められる。ただしノンハイブリッド車については、共通ハイブリッドシステム相当のダミーウェイトを所定の位置に搭載することが義務付けられるほか、マニュファクチャラーズ選手権へのノミネートが認められない。
2024年に入り、FIAの世界モータースポーツ評議会（WMSC）においてハイブリッド機構の廃止を巡る議論が盛んとなり、2025年以降のハイブリッドの利用について話が二転三転する混乱が続いたが、最終的に2024年11月のWMSCにおいて2025年シーズン以降のハイブリッド機構の廃止が正式に決定された（詳細は2025年の世界ラリー選手権#ハイブリッド廃止を巡る混乱を参照）。

### コスト削減
ハイブリッドシステムの導入で増加したコストを吸収するため、エンジンは従来のGRE規定（1.6リッター4気筒の直噴ターボ、380馬力以上）を維持する。加えてエンジンの基本設計の開発はWRカー時代の2021年から5年間に渡って凍結される。また1台あたりのエンジン基数制限は、従来の年間3基から2基に減らされている。フレッシュエアバルブを用いたアンチラグシステムは禁止された。
ダンパーのストローク量は、従来規制されていなかったが、最大270 mmに制限された。車軸のナックルのデザインは前後同じものを使用しなければならない。
パドルシフトは禁止されてシーケンシャルレバーとなり、さらに従来の6速から5速になる。1年間に使用できるトランスミッション基数は6基に制限される。
センターデフおよびアクティブデフは禁止され、前後にのみ機械式デフが配置される。これによりトルク配分は前後50:50に固定される。
空力も大きく規制され、フロントのカナードやリヤバンパーのルーバー、大型リアディフューザーなどを使用することができなくなった。
コスト削減のためやむを得ないとはいえ多くの技術的後退を含んだ内容であるため、導入前には否定や残念に思うドライバーたちの意見も見られた。
なお2019年末にFIAはコスト削減策においてラリー2規定車両をベースに使用する案を検討していたが、ラリー2車両を持たないトヨタが反対したことや、市販車用エンジンをベースとするラリー2ではラリー1との差別化が困難なことから、3社合意の下に見送られている。

## ドライビング戦略
車重が軽く、アクティブセンターデフを備えて曲がりやすいマシンであった末期のWRカーに比べると、重くセンターデフ自体を備えないラリー1はアンダーステア傾向が強い。そのためドリフトやインカットなどコーナーへのよりアグレッシブなアプローチが必要となり、左足ブレーキが従来以上に重要なテクニックとなる。一方でハイブリッドシステムがリアに鎮座している上にモーターがリアのみを駆動するため、立ち上がりではピーキーな特性を示す。スナップオーバーステア（アクセルを弱めた時に発生するリア滑り）のような挙動が発生しやすく、スピンを喫してしまう場合もある。
ストレートではハイブリッドのパワーでWRカーとは比べものにならないほどの加速が可能だが、そのためには限界まで攻めつつも回生のマネージメントをこなせる器用さが不可欠となる。
必ずしもハイブリッドブーストを強力にした方が有利というわけではなく、路面のμ（摩擦係数）が低くトラクションが掛かりづらい場合ではむしろ出力の最も低いマッピングでの走行を強いられることもある。また高速ステージでは回生が十分にできず、ブーストの十分な恩恵を期待できない場合もある。
前項目「コスト削減」で述べた特徴の多くはラリー2車両と同様であるため、2017年規定のWRカーに比べるとラリー2に特性が近いとされる。

## 参戦車両

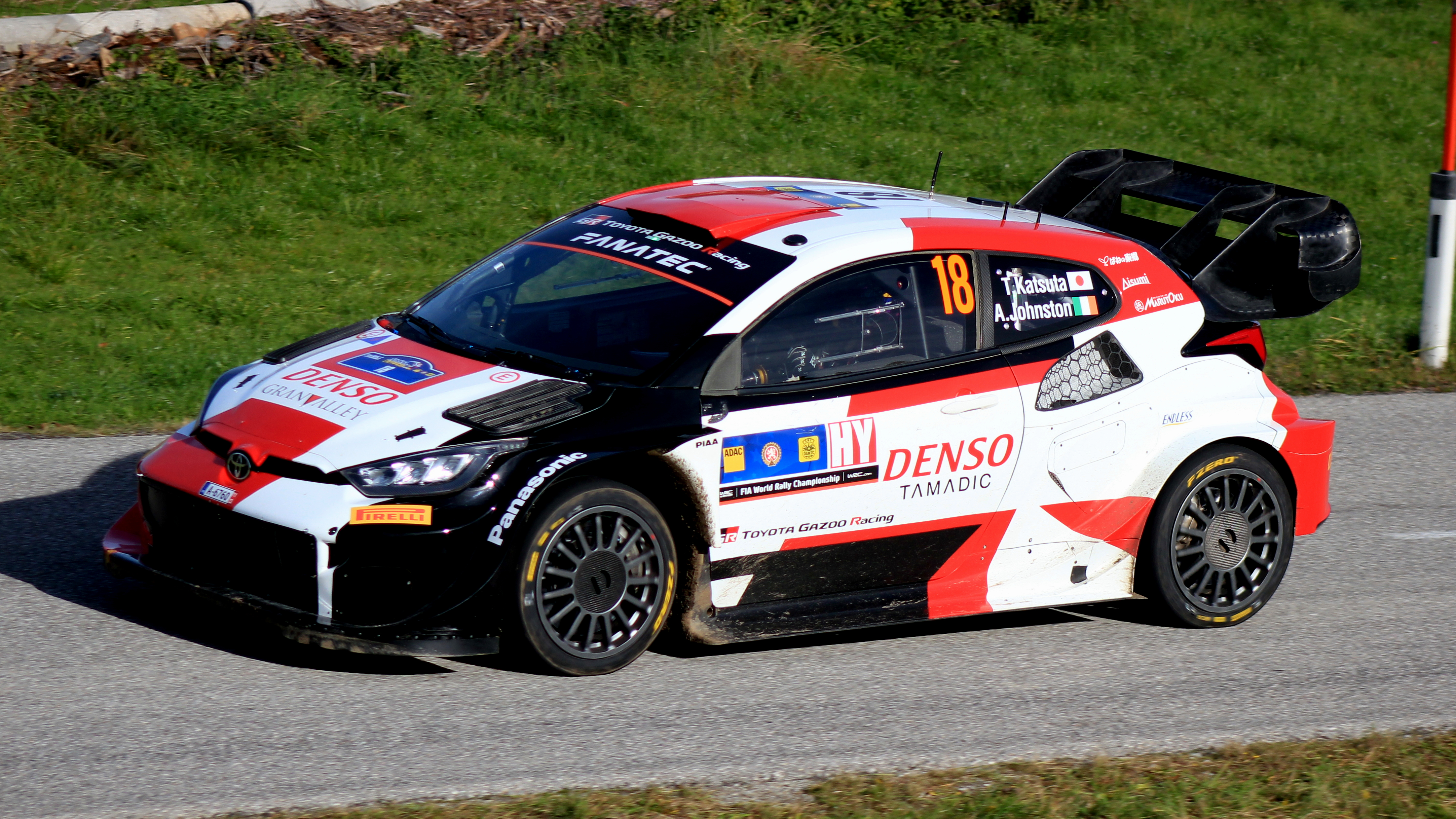
トヨタ・GRヤリス ラリー1
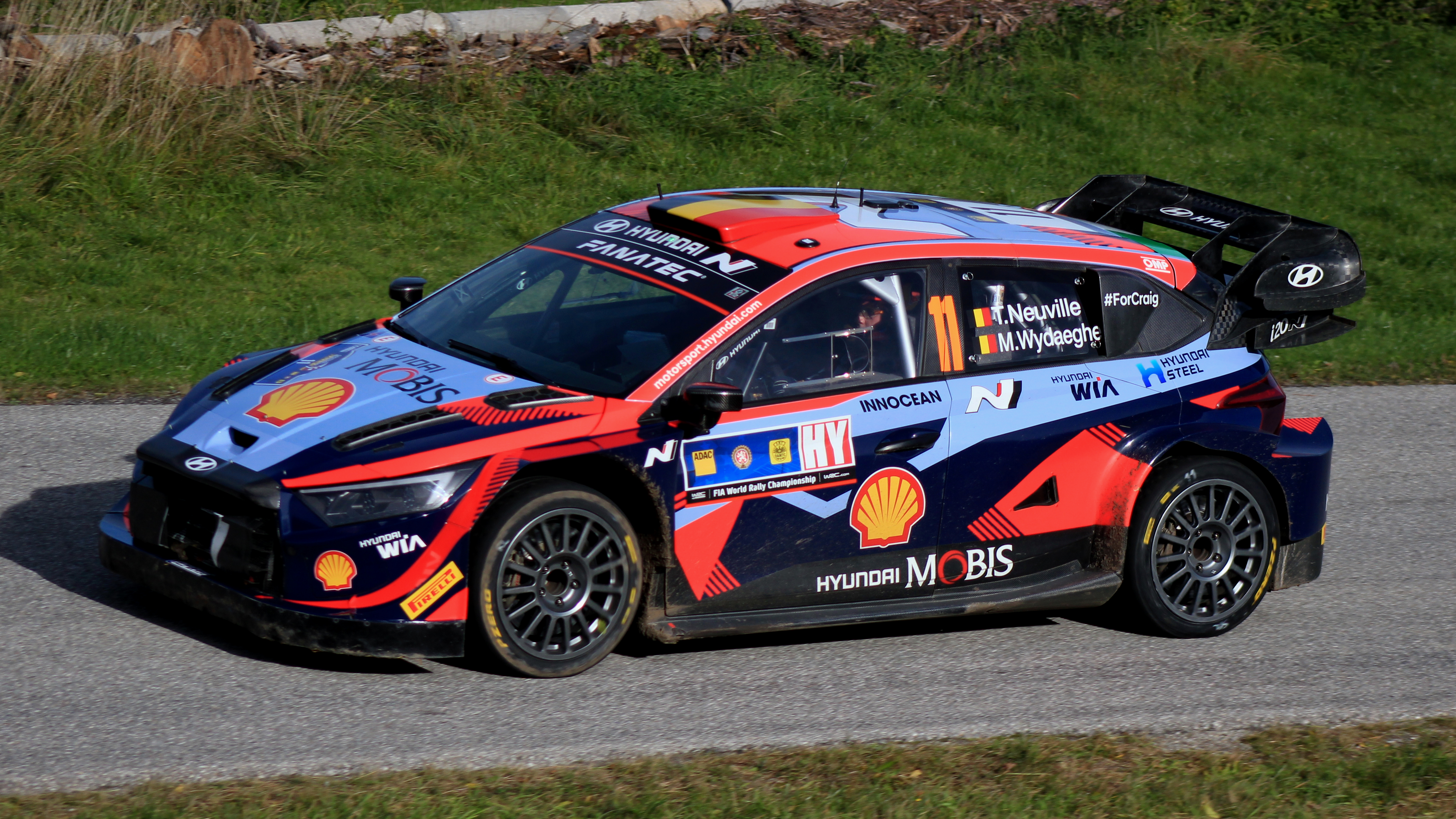
ヒョンデ・i20 N ラリー1
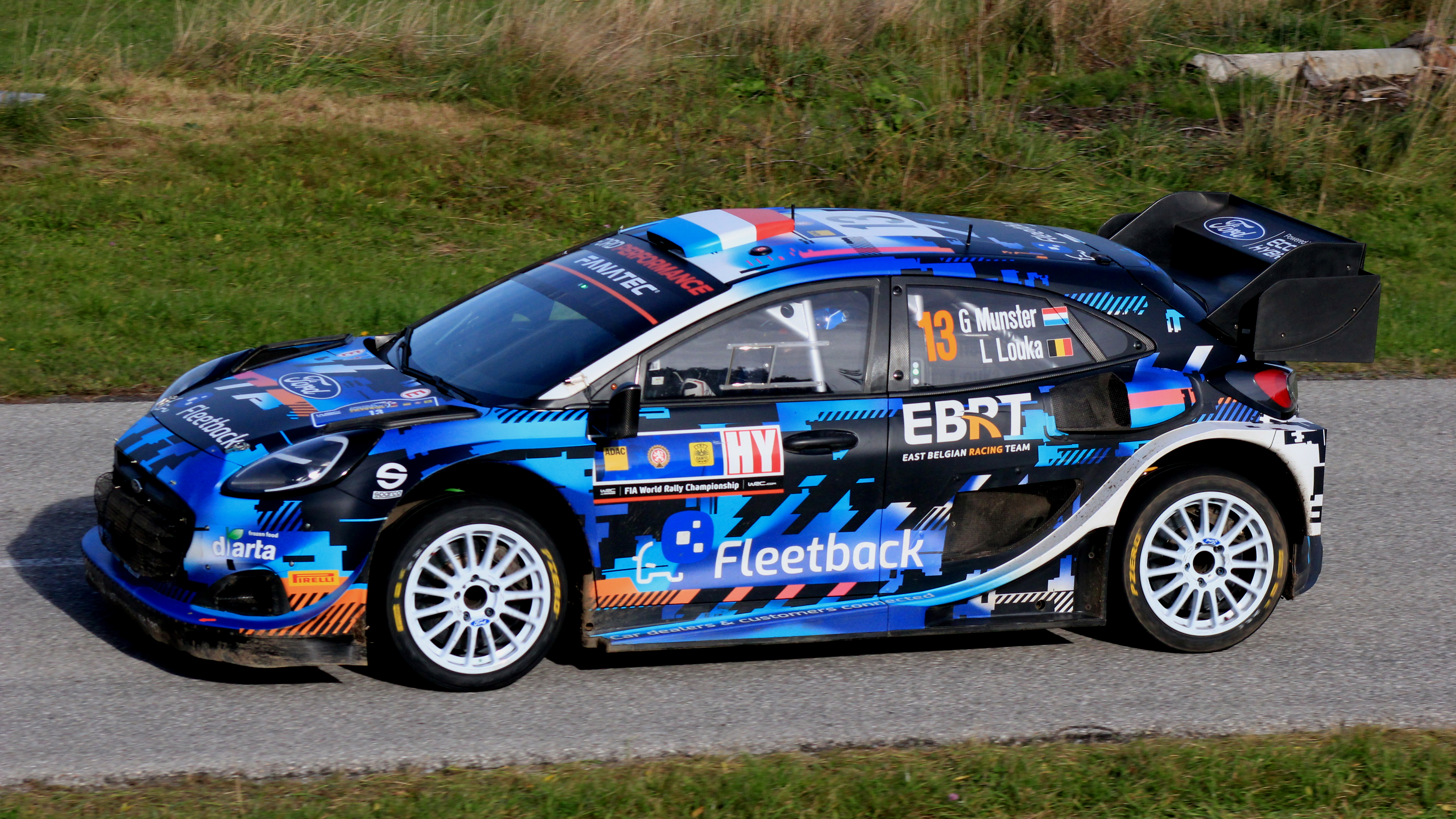
フォード・プーマ ラリー1

- トヨタ・GRヤリス ラリー1
- ヒョンデ・i20 N ラリー1
- フォード・プーマ ラリー1

## その他
WRCマシンにハイブリッドシステムを導入するというアイディアは古くからあり、2009年にはシトロエンがC4 WRCにハイブリッドを載せた「C4 WRC HYbrid4」をダニ・ソルドがテストドライブしたという記録がある。システム単体の最大出力は125kW。回生ブレーキ、リチウムイオン電池に加えてEV走行モードも備えており、ラリー1に近い特徴を持っていた。シトロエンは「将来ハイブリッド規則が導入された時、私たちはすぐに対応できる」とコメントしていたが、実際はそれを目前にしながら撤退してしまった。
また2013年のミュンヘン・オートショーでもWRC復帰を正式に宣言する前のトヨタが、ハイブリッドシステムを搭載した4WDの「Yaris Hybrid-R Concept」を発表していた。